# Vlasy (muzikál)

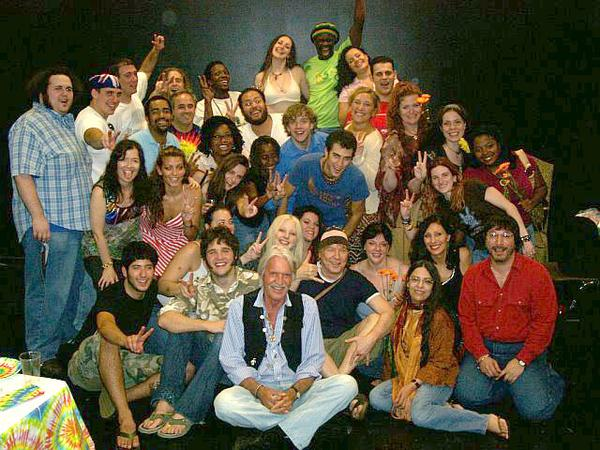
Herecké obsazení v roce 2006 v Red Bank, New Jersey

Hair: The American Tribal Love-Rock Musical, česky Vlasy, je rockový muzikál, k němuž text napsal James Rado a Gerome Ragni a jehož hudbu složil Galt MacDermot. Jedná se o produkt hippie kultury a sexuální revoluce šedesátých let a některé z obsažených písní se staly hymnami aktivismu proti Vietnamské válce.
Muzikál byl ve své době velmi kontroverzní pro používání nadávek, zobrazení užívání nelegálních drog a sexuality, nerespektování americké vlajky a obsaženou "nahou scénu". Muzikál definoval nový žánr "rockový muzikál" obsazením herců bez rasové diskriminace a přizváním diváků na scénu ve finále.
Muzikál byl poprvé uveden v roce 1967 mimo Broadway, na Broadwayi pak v roce 1968.
Česká verze muzikálu s libretem přebásněným Jiřím Joskem měla premiéru 20. prosince 1997 v divadle Pyramida. Muzikál uvedlo též pražské Divadlo Kalich v roce 2019.
Podle muzikálu natočil v roce 1979 režisér Miloš Forman stejnojmenný film Vlasy.